# یواس‌اس فینگان (دی‌یی-۳۰۷)
یواس‌اس فینگان (دی‌یی-۳۰۷) (به انگلیسی: USS Finnegan (DE-307)) یک کشتی بود که طول آن ۲۸۹ فوت ۵ اینچ (۸۸٫۲۱ متر) بود. این کشتی در سال ۱۹۴۴ ساخته شد.